# 六將
六將尊神指民间信仰中城隍尊神、東嶽大帝、地藏王菩薩、靈安尊王、境主等相關神祇的六位部將，
分別為謝將軍、范將軍、枷將軍（枷爺）、鎖將軍（鎖爺）、牛將軍、馬將軍。

## 信仰源流
六將信仰早期應源自中國福州地區，隨著福州人向外移民而傳播。

### 台灣
六將在台灣各地多作為陰間相關神靈之部將，然而並非每間廟宇都遵循上述編制，有些廟宇可能根據主神職能不同、信仰觀點差異而有不同編制，像是部將替換為日夜遊巡或文武判官等。
值得一提的是，六將信仰又尤以新竹地區特別興盛，這些廟宇供奉六將的神將，並遵守固定的編制、外型等規定，諸如都城隍廟、東寧宮、境福宮、佑聖宮、普天城隍廟、南星宮等皆有奉祀。

## 造型
以下以新竹地區所祀之六將造型為例：
- 謝將軍：身著白衣，頭戴書有「一見大吉」的高帽；身材高瘦，面容慘白哀怨，口吐長舌，手持白羽扇、火籤

- 范將軍：身著黑衣，頭戴方形官帽；身材矮胖，呈忿恨貌手持鎖鍊及虎牌，牌上書有「賞善罰惡」「除暴安良」「懲奸除惡」等字樣

- 枷將軍：紅面獠牙

- 鎖將軍：藍面獠牙

- 牛將軍：白面戴盔穿甲，冠頂有一牛頭造型

- 馬將軍：黑面戴盔穿甲，冠頂有一馬頭造型

#### 去恐怖化
有些地區（如新竹或雲嘉南）的牛馬將軍捨棄了原先牛首人身、馬首人身的形象，
形象戴盔，盔頂塑有牛首與馬首，武將裝扮。

## 供奉廟宇
在台灣所供奉之六將大多是作為城隍等陰界司法神的隨侍，僅有彰化彩鳳庵將六將作為主神奉祀

### 主神
- 彰化彩鳳庵（以六將為主神，主殿奉祀大爺公、城隍爺、二爺公）

#### 新竹
- 新竹都城隍廟（主祀新竹都城隍）
- 新竹東寧宮（主祀地藏王菩薩、東嶽大帝，但六將歸隸於東嶽大帝轄下）
- 新竹境福宮（主祀境主尊神）
- 新竹佑聖宮（主祀玄天上帝、酆都城隍，但六將歸隸於酆都城隍轄下）
- 新竹北極佑聖宮（主祀玄天上帝、陰陽司公，但六將歸隸於陰陽司公轄下）

#### 雲林
- 土庫都城隍廟（新竹都城隍分靈）

#### 高雄
- 旗山森安殿（新竹都城隍分靈）

### 其他
- 新竹普天城隍廟
- 彰邑城隍廟（城隍尊神仁愛侯駕前）
- 田洋城隍廟（彰邑城隍廟分靈）
- 彰化茗山岩（地藏王菩薩駕前）
- 彰邑彰山宮（包府千歲駕前）
- 南投指南宮－南投城隍廟（南投配天宮）
- 草屯惠德宮（台中市城隍廟分靈）
- 潮州城隍廟
- 新竹青南宮  (僅粧塑大二爺)

## 註解
1. ↑  傳說新竹六將系統最早起源於都城隍廟與東寧宮